# ブラウニー〜クリフォード・ブラウンに捧げる
『ブラウニー〜クリフォード・ブラウンに捧げる』（原題：Brownie: Homage to Clifford Brown）は、アメリカ合衆国のジャズ・ボーカリスト、ヘレン・メリルが1994年に録音・発表したスタジオ・アルバム。

## 解説
1954年12月にアルバム『ヘレン・メリル・ウィズ・クリフォード・ブラウン』の録音に参加したトランペット奏者、クリフォード・ブラウン（1956年死去）に捧げられた作品である。本作のレコーディングには、ブラウンを敬愛するトランペット奏者4人が参加したが、「メモリーズ・オブ・ユー」はケニー・バロンのピアノ・ソロ、「ゴーン・ウィズ・ザ・ウインド」はメリルとトリー・ジトー（キーボード）のデュオ編成による録音である。
「ユア・アイズ」は、ブラウンが生前に作曲し、カーティス・カウンスによって1958年に初録音された曲「La Rue」に、メリルが歌詞をつけたものである。インストゥルメンタルの「ブラウニー」は、トリー・ジトーが本作のために書き下ろした。
スコット・ヤナウはオールミュージックにおいて5点満点中4.5点を付け「トランペット勢がブラウニーの残したソロのパッセージを再現してみせたことを含めて、当時としては予期せぬ驚きに満ちていた」「全編を通じて頻繁にエモーショナルな場面があり、ヘレン・メリルは絶好調で、ゲストのトランペット勢のためにスペースを残しつつも、詩的な情感をたっぷり与えている。お薦めの作品だ」と評している。

## 収録曲
1. ユア・アイズ - "Your Eyes" (Clifford Brown, Helen Merrill) - 6:17
2. ダフード - "Daahoud" (C. Brown) - 2:58
3. ボーン・トゥ・ビー・ブルー - "Born to Be Blue" (Mel Tormé, Bob Wells) - 5:16
4. アイ・リメンバー・クリフォード - "I Remember Clifford" (Benny Golson, Jon Hendricks) - 7:00
5. ジョイ・スプリング - "Joy Spring" (C. Brown) - 3:59
6. 四月の思い出 - "I'll Remember April" (Gene de Paul, Patricia Johnston, Don Raye) - 7:14
7. ドント・エクスプレイン - "Don't Explain" (Arthur Herzog Jr., Billie Holiday) - 6:18
8. ブラウニー - "Brownie" (Torrie Zito) - 5:04
9. ユード・ビー・ソー・ナイス・トゥ・カム・ホーム・トゥ - "You'd Be So Nice to Come Home To" (Cole Porter) - 4:33
10. アイル・ビー・シーイング・ユー - "I'll Be Seeing You" (Sammy Fain, Irving Kahal) - 4:53
11. メモリーズ・オブ・ユー - "Memories of You" (Eubie Blake, Andy Razaf) - 3:52
12. ゴーン・ウィズ・ザ・ウインド - "Gone with the Wind" (Herb Magidson, Allie Wrubel) - 2:28
13. ラルゴ〜『新世界より』 - "Largo" (Samuel Barber, Antonín Dvořák) - 2:55

### 参加ミュージシャン
- ヘレン・メリル - ボーカル
- トム・ハレル - トランペット、フリューゲルホルン(on #1, #3, #5, #6, #8, #10, #13)
- ウォレス・ルーニー - トランペット(on #2, #9)
- ロイ・ハーグローヴ - トランペット、フリューゲルホルン(on #4, #7, #8, #13)
- ルー・ソロフ - トランペット(on #7, #8, #9, #13)
- ケニー・バロン - ピアノ
- トリー・ジトー - ミュージカル・ディレクター、キーボード、アレンジ(on #1, #2, #3, #7, #8, #9, #10, #12, #13)
- ルーファス・リード - ダブルベース
- ヴィクター・ルイス - ドラムス